# Il cavaliere del silenzio
Il cavaliere del silenzio é um filme de comédia mudo produzido na Itália em 1916 e dirigido por Oreste Visalli. É uma adaptação da peça teatral de 1906 When Knights Were Bold, de Harriett Jay.